# أنطوان بانيير
أنطوان بانيير (بالإنجليزية: Antoine Banier)‏، (2 نوفمبر 1673 - 2 نوفمبر 1741)، كان رجل دين فرنسي وعضوًا في أكاديمية النقوش والآداب الجميلة في عام 1713، ومؤرخًا ومترجمًا، والذي تم قبول تفسيره العقلاني للأساطير اليونانية على نطاق واسع حتى منتصف القرن التاسع عشر. لقد رفض بانيير اعتبار الأساطير كقصص رمزية، وزعم أن لها أصولاً تاريخية بل وتتضمن حقائق تاريخية. وفي السياق المسيحي، اعتبر الأساطير بأنها وثنية.
وصل بانيير، المولود في داليت في أوفيرني وتلقى تعليمه في الكلية اليسوعية في كليرمونت، إلى باريس عندما كان شابًا فاشتغل كمدرس لأبناء الرئيس دوميتز.